# Eryngium
Eryngium es un género de plantas herbáceas anuales, bianuales o perennes de la familia Apiaceae (Umbelliferae). Sus 250 especies aceptadas, de las cerca de 500 descritas, tienen una distribución por todo el mundo, principalmente en Eurasia, el norte de África y Sudamérica.

## Descripción
Son plantas herbáceas perennes o bianuales, raramente anuales, generalmente glabras y con frecuencia aculeadas. Hojas lineares a orbiculares, simples, enteras y paralelinervias o con más frecuencia pinnadamente o palmadamente espinoso-lobadas o divididas y con nervadura reticulada; pecíolo envainador. Inflorescencias en capítulos solitarios a numerosos y arreglados en cimas, racimos o panículas, generalmente involucrados; flores sésiles o casi sésiles, blancas a azules o moradas; cáliz con dientes prominentes y persistentes; pétalos con el ápice frecuentemente lobado, adelgazado e inflexo; estilos más largos o más cortos que el cáliz; estilopodio y carpóforo ausentes. Fruto globoso a obovoide, terete a dorsalmente aplanado, con comisuras anchas y costillas obsoletas, densamente cubierto por tubérculos o escamas, vitas inconspicuas.

## Etimología
Eryngium: prestado del latín ēryngē, -ǐum derivado del griego ἡρύγγioν, que ya designaba a diversas especies del actual género, pero también a otros «cardos». Tratado por Teofrasto (648, 849), Dioscórides (III,22) y Plinio el Viejo en su Naturalis Historia (22, 18) por sus propiedades «prodigiosas». Curiosamente, Aristóteles empleó el vocablo para referirse a una especie de la familia Rosaceae (Aruncus dioicus) sin relación alguna con el género linneano.

## Taxonomía
El género fue descrito por Carlos Linneo y publicado en Species Plantarum 1: 232–233. 1753. La especie tipo es: Eryngium maritimum L.

## Especies seleccionadas
- Véase: Lista de especies aceptadas del género Eryngium (Apiaceae)

- Eryngium agavifolium
- Eryngium alpinum
- Eryngium amethystinum
- Eryngium aquaticum L. - escorpispina[7]
- Eryngium billardieri
- Eryngium bourgatii
- Eryngium bromelifolium
- Eryngium campestre
- Eryngium carlinae
- Eryngium caucasicum
- Eryngium coquimbanum
- Eryngium corniculatum
- Eryngium creticum
- Eryngium cuneifolium
- Eryngium dichotomum
- Eryngium depressum
- Eryngium ebracteatum
- Eryngium eburneum
- Eryngium elegans
- Eryngium foetidum
- Eryngium galioides
- Eryngium giganteum
- Eryngium glaciale
- Eryngium humile
- Eryngium inaccessum
- Eryngium lassauxii
- Eryngium leavenworthii
- Eryngium palmatum
- Eryngium pandanifolium
- Eryngium paniculatum
- Eryngium pinnatifidum
- Eryngium planum
- Eryngium postratum
- Eryngium proteiflorum
- Eryngium rostratum
- Eryngium servieum
- Eryngium serra
- Eryngium spinalba
- Eryngium tenue
- Eryngium tricuspidatum
- Eryngium triquetrum
- Eryngium variifolium
- Eryngium viviparum
- Eryngium yuccifolium

## Galería
|                       |
| Eryngium amethystinum |

|                    |
| Eryngium bourgatii |

|                    |
| Eryngium giganteum |

|                    |
| Eryngium maritimum |

|                       |
| Eryngium monocephalum |

|                 |
| Eryngium ovinum |

|                      |
| Eryngium paniculatum |

|                                                 |
| Eryngium planum con el abejorro Bombus hypnorum |

|                       |
| Eryngium proteiflorum |

|                      |
| Eryngium yuccifolium |

## Composición
Investigaciones fitoquímicas en el género Eryngium han demostrado la presencia de aceites esenciales, acetilenos, cumarinas, saponinas, flavonoides y derivados del ácido rosmarínico.[cita requerida]

### Usos
Muchas especies de Eryngium tienen un largo historial de uso. Han sido empleadas en la medicina tradicional para la preparación de remedios diuréticos, estimulantes del apetito, laxantes o antiinflamatorios.
Las raíces se consumen como verdura o para cabello de ángel. Los brotes tiernos y las hojas a veces como sustitutos del espárrago.  Las raíces de las especies Eryngium yuccifolium y Eryngium maritimum, son potentes antiinflamatorios y es posible que tengan otras propiedades, como anticonceptivos.
Eryngium foetidum es una hierba culinaria utilizada ampliamente en Latinoamérica y Asia sudoriental, como sucedáneo del culantro.[cita requerida]